# Amblypodia turbata
Amblypodia turbata är en fjärilsart som beskrevs av Butler 1881. Amblypodia turbata ingår i släktet Amblypodia och familjen juvelvingar. Inga underarter finns listade i Catalogue of Life.